# Championnats du monde de boxe amateur 2013
Navigation
Édition précédente Édition suivante
Les 17e championnats du monde de boxe amateur masculins se sont déroulés du 14 au 26 octobre 2013 à Almaty, Kazakhstan, sous l'égide de l'AIBA (Association Internationale de Boxe Amateur).

## Résultats

### Podiums
| Catégories                  | Or                     | Argent               | Bronze                                   |
| Poids mi-mouches (-49 kg)   | Birzhan Zhakypov       | Mohamed Flissi       | Yosvany Veitia David Jimenez             |
| Poids mouches (-52 kg)      | Misha Aloyan           | Jasurbek Latipov     | Chatchai Butdee Andrew Selby             |
| Poids coqs (-56 kg)         | Javid Chalabiyev       | Vladimir Nikitin     | Mykola Butsenko Kairat Yeraliyev         |
| Poids légers (-60 kg)       | Lazaro Alvarez         | Robson Conceição     | Domenico Valentino Berik Abdrakhmanov    |
| Poids super-légers (-64 kg) | Merey Akshalov         | Yasniel Toledo       | Éverton Lopes Uranchimegiin Mönkh-Erdene |
| Poids welters (-69 kg)      | Daniyar Yeleussinov    | Arisnoidys Despaigne | Gabriel Maestre Arajik Marutjan          |
| Poids moyens (-75 kg)       | Zhanibek Alimkhanuly   | Jason Quigley        | Antony Fowler Artem Chebotarev           |
| Poids mi-lourds (-81 kg)    | Julio César de la Cruz | Adilbek Niyazymbetov | Joe Ward Oybek Mamazulunov               |
| Poids lourds (-91 kg)       | Clemente Russo         | Evgeny Tishchenko    | Teymur Mammadov Yamil Peralta            |
| Poids super-lourds (+91 kg) | Magomedrasul Majidov   | Ivan Dychko          | Erik Pfeiffer Roberto Cammarelle         |

### Tableau des médailles
| Place | Pays              | Médaille d'or, monde | Médaille d'argent, monde | Médaille de bronze, monde | Total |
| ----- | ----------------- | -------------------- | ------------------------ | ------------------------- | ----- |
| 1     | Kazakhstan        | 4                    | 2                        | 2                         | 8     |
| 2     | Cuba              | 2                    | 2                        | 1                         | 5     |
| 3     | Azerbaïdjan       | 2                    | 0                        | 1                         | 3     |
| 4     | Russie            | 1                    | 2                        | 1                         | 4     |
| 5     | Italie            | 1                    | 0                        | 2                         | 3     |
| 6     | Brésil            | 0                    | 1                        | 1                         | 2     |
| 6     | Irlande           | 0                    | 1                        | 1                         | 2     |
| 6     | Ouzbékistan       | 0                    | 1                        | 1                         | 2     |
| 9     | Algérie           | 0                    | 1                        | 0                         | 1     |
| 10    | Allemagne         | 0                    | 0                        | 2                         | 2     |
| 11    | Costa Rica        | 0                    | 0                        | 1                         | 1     |
| 11    | Argentine         | 0                    | 0                        | 1                         | 1     |
| 11    | Angleterre        | 0                    | 0                        | 1                         | 1     |
| 11    | Mongolie          | 0                    | 0                        | 1                         | 1     |
| 11    | Thaïlande         | 0                    | 0                        | 1                         | 1     |
| 11    | Ukraine           | 0                    | 0                        | 1                         | 1     |
| 11    | Venezuela         | 0                    | 0                        | 1                         | 1     |
| 11    | Pays de Galles    | 0                    | 0                        | 1                         | 1     |
| Total | 18 pays médaillés | 10                   | 10                       | 20                        | 40    |